# Шавыкина пустынь
Шавыкина пустынь (Успенский Дубенский монастырь) — упраздненный мужской монастырь, находившийся на острове, ограниченным рекой Дубной и Быстрицей.

## Местоположение
Остров — останец длиной в 1,5 км и шириной до 200 м, ограничен с востока рекой Дубна и с запада ее старицей Быстрицей, возвышается над уровнем заболоченной поймы на 1-2 метра. На острове произрастает лес (березово-осиновый с примесью липы и дуба).

## История
Согласно исследованию историка Михаила Владимировича Толстого, Успенских Дубненских монастырей было основано два.
Первый из них основан в 1379 году по повелению Великого князя Дмитрия Донского Сергием Радонежским на реке Дубенке на Стромыни с церковью в честь Успения Пресвятой Богородицы. Игуменом в этот монастырь был назначен Леонтий. В 1616 году обитель была приписана к Троице-Сергиевой Лавре, а в 1764 году упразднена.
Второй, также называемый Шавыкиной пустынью, основан уже после победы в Куликовской битве. Князь Дмитрий Донской, возвратившись после победы к Сергию Радонежскому, просит его основать монастырь в благодарность за победу над монгольским ханом Мамаем. Сергий, призвав князя, основал с ним церковь и монастырь в честь Успения Пресвятой Богородицы. Игуменом был назначен ученик Сергия — Савва Звенигородский (Сторожевский).
В обители принял монашество и некоторое время был ее игуменом Серапион, позже ставший архиепископом Новгородским.
Кроме Успенского храма, в монастыре был Благовещенский храм, причем обе церкви были деревянные. Первый храм назван Успенским, вероятно потому что встреча Сергия Радонежского и Дмитрия Донского перед Куликовской битвой произошла 12 августа 1380 года, то есть за несколько дней до праздника Успения. Освящение второго храма в честь Благовещения могло быть связано с Кириопасхой (совпадением праздников Пасхи и Благовещения) в 1380 году.

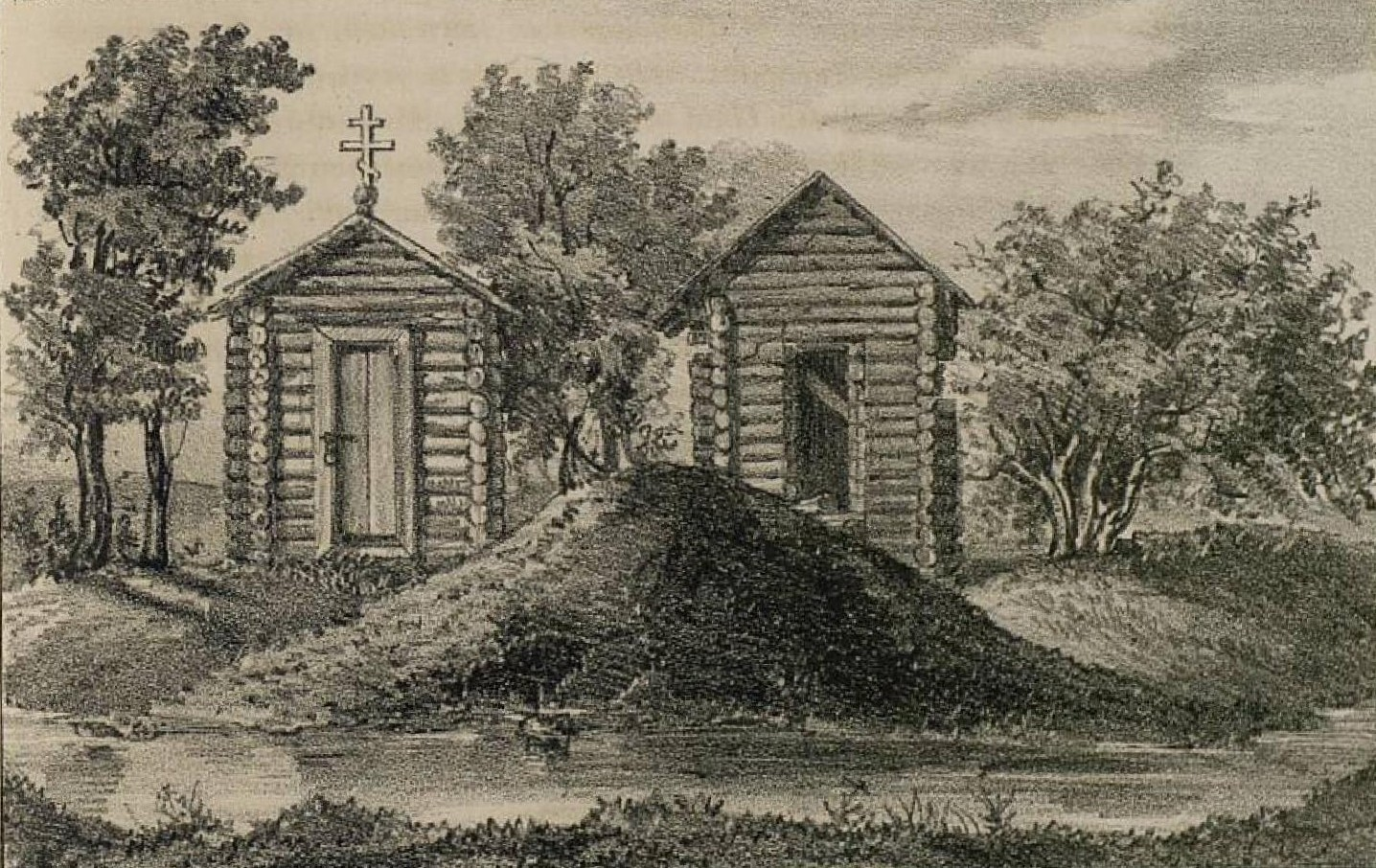
Местность монастыря в 1859 году. Часовни. Рисунок М. В. Толстого.

Монастырь был упразднен в 1765 году. Последним игуменом обители был старец Леонтий, который по преданию скончался в упраздненной обители и был погребен в ней. Известно, что в 1775 году он передал из закрытого монастыря в церковь соседнего села Заболотье икону Спасителя и икону Божией Матери Иверская. По преданию Иверская икона необъяснимым образом снова оказалась на месте закрытого монастыря. Далее икона оказалась в церкви села Закубежье и каждый год в неделю Торжества Православия крестным ходом переносилась в часовню на место закрытой пустыни. В настоящее время находится в Казанской церкви села Шеметово.
Места нахождения престолов позднее были отмечены часовнями (до настоящего времени не сохранились). Во время крестного хода в них совершалось малое освящение воды и лития.

## Название
При исследовании монастыря в 1859 году М. В. Толстой зафиксировал следующие названия пустыни:
- «Успенская Дубненская Шавыкинская пустынь» — на доске с изображением монастыря под Иверской иконой;

- «Успенская Шавыкинская пустынь» — на напрестольном Евангелии из Благовещенской церкви монастыря;
- «Успенский Саввин и Серапионов монастырь, что в Шавыкине» — на иконе Спасителя, переданной последним игуменом монастыря в церковь в села Заболотье;
- «Шавыкинская пустынь» — на напрестольном кресте из Успенской церкви монастыря.

Василий Орлов в «Описании церквей и приходов Владимирской епархии» указывает названия: 
- «Успенская Дубненская Шевякина пустынь» — на доске с изображением монастыря под Иверской иконой;
- «Успенская Шевякина пустынь» — на напрестольном Евангелии из Благовещенской церкви монастыря;

- «Шавыкина пустынь» — на напрестольном кресте из Успенской церкви монастыря;
- «Успенский монастырь» — на кадиле.

В трудах архиепископа Новгородского Макария («Великие Минеи четьи»), В. В. Зверинского и Е. Е. Голубинского называется «Успенский Дубенский на острову монастырь».

## Исследования

### Археология
Отряд Московской археологической экспедиции Института Археологии АН СССР проводил археологические исследования на Княжием острове в 1989 и в 1990 году. Были обнаружены следы построек, а также большое число образцов керамики и изразцов.

## Настоящее время
11 июня 2001 года на месте монастыря установлен пятиметровый крест и памятный знак с надписью: «Здесь в конце XIV века после победы в Куликовой битве святым благоверным князем Димитрием Донским по данному обету был основан монастырь в честь Успения Пресвятой Богородицы».
Возобновлена традиция крестного хода — сейчас он совершается ежегодно в августе из Успенской церкви села Закубежье в Шавыкину пустынь. Общая протяженность крестного хода составляет около 16 километров.